# Кипярамяки
Кипярамяки (фин. Kypärämäki) — один из районов города Ювяскюля. Он расположен в 3,5 км от центра Йювяскюли и занимает западную часть города. Население по данным на 2019 год составляет 2991 человек. Большинство домов района Кипярамяки были построены в 1940-х и 1950-х годах.

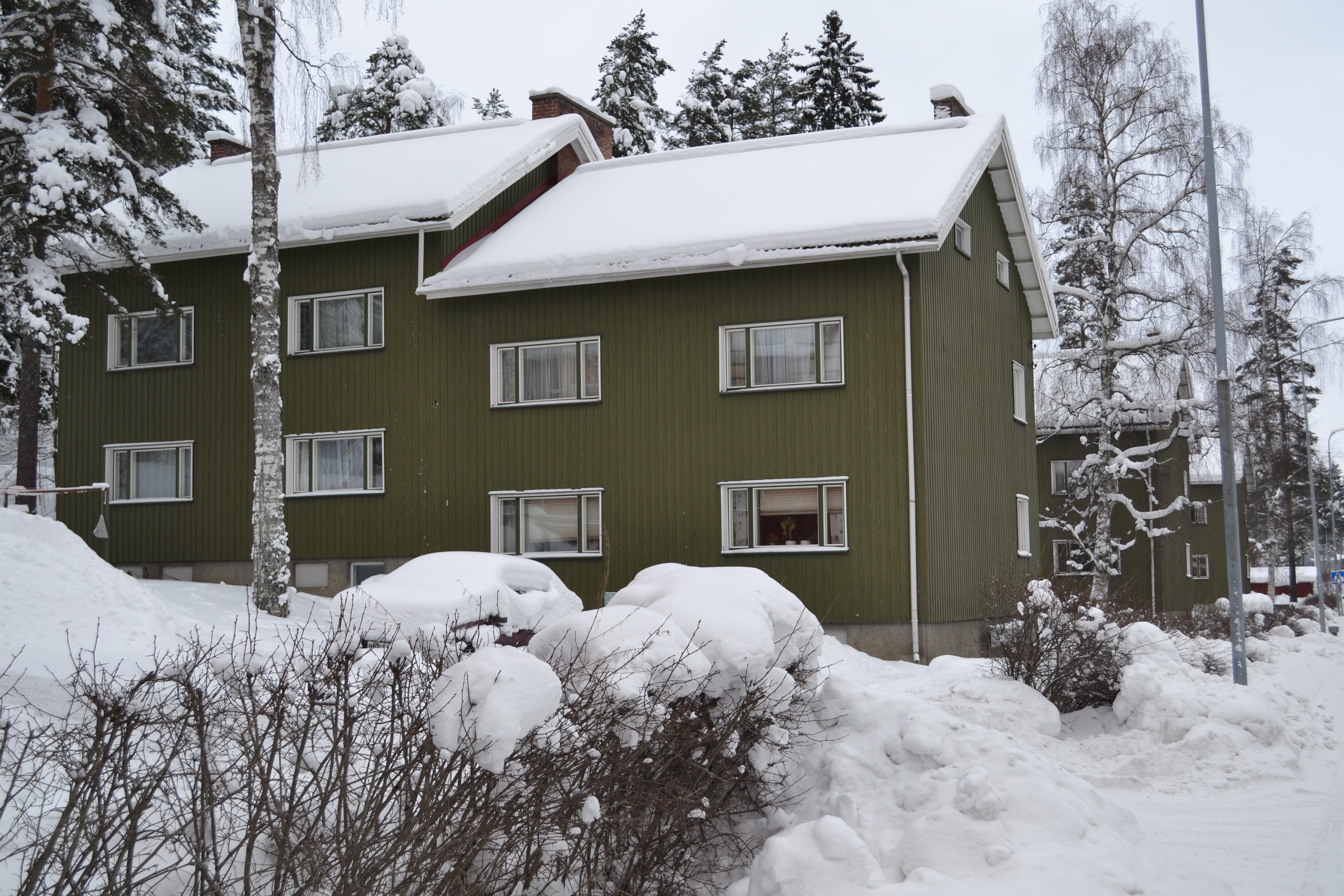
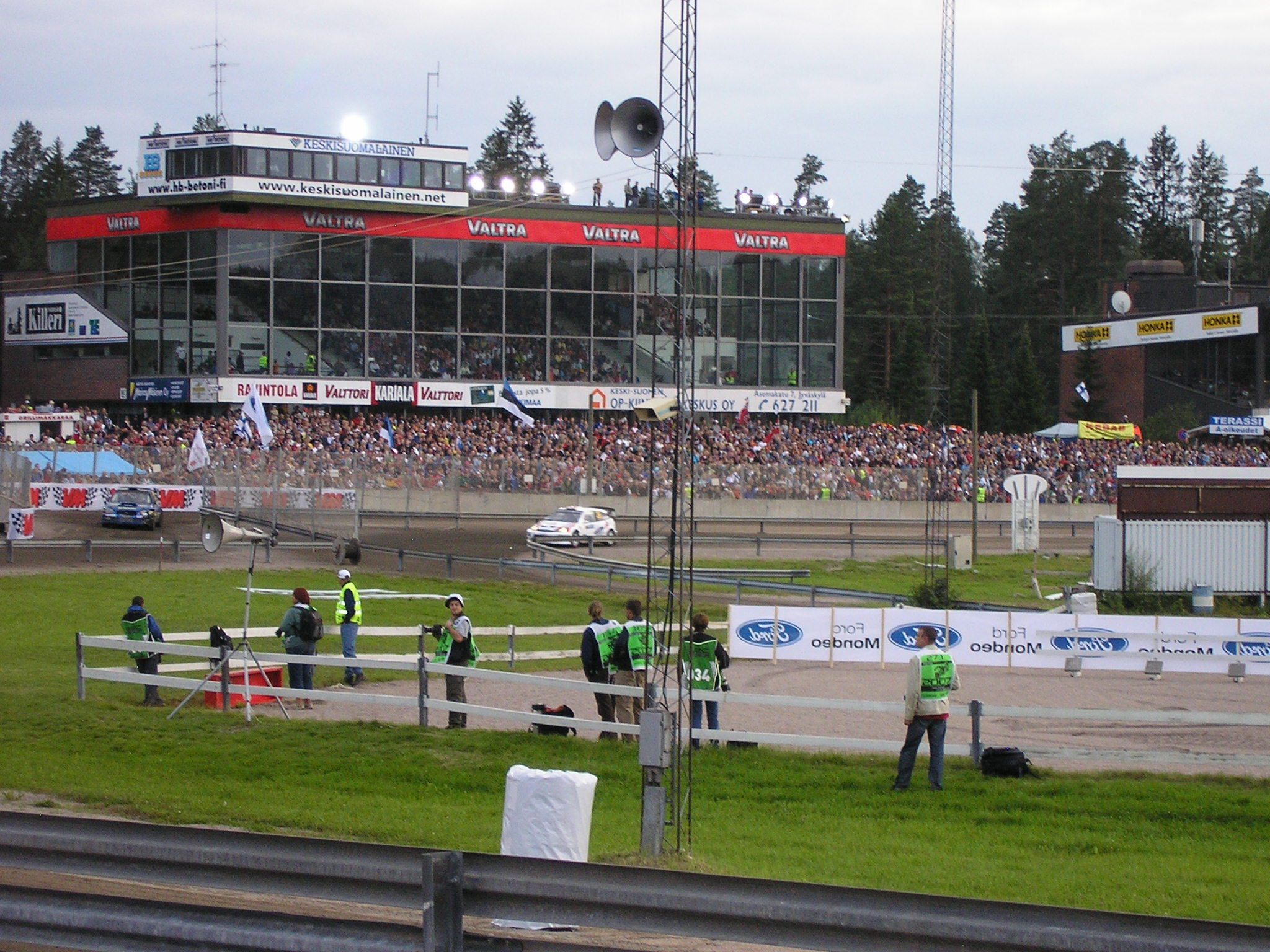
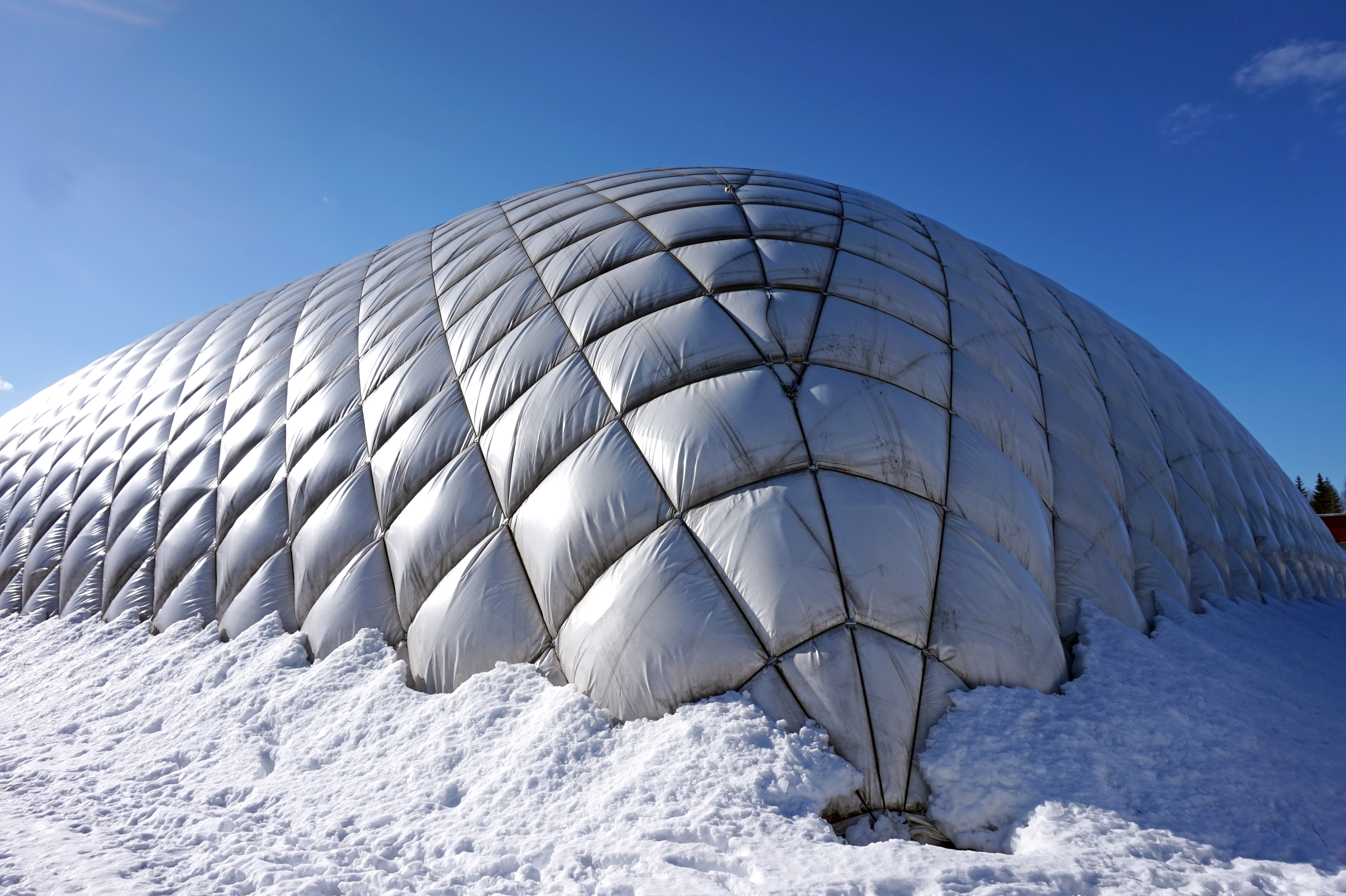
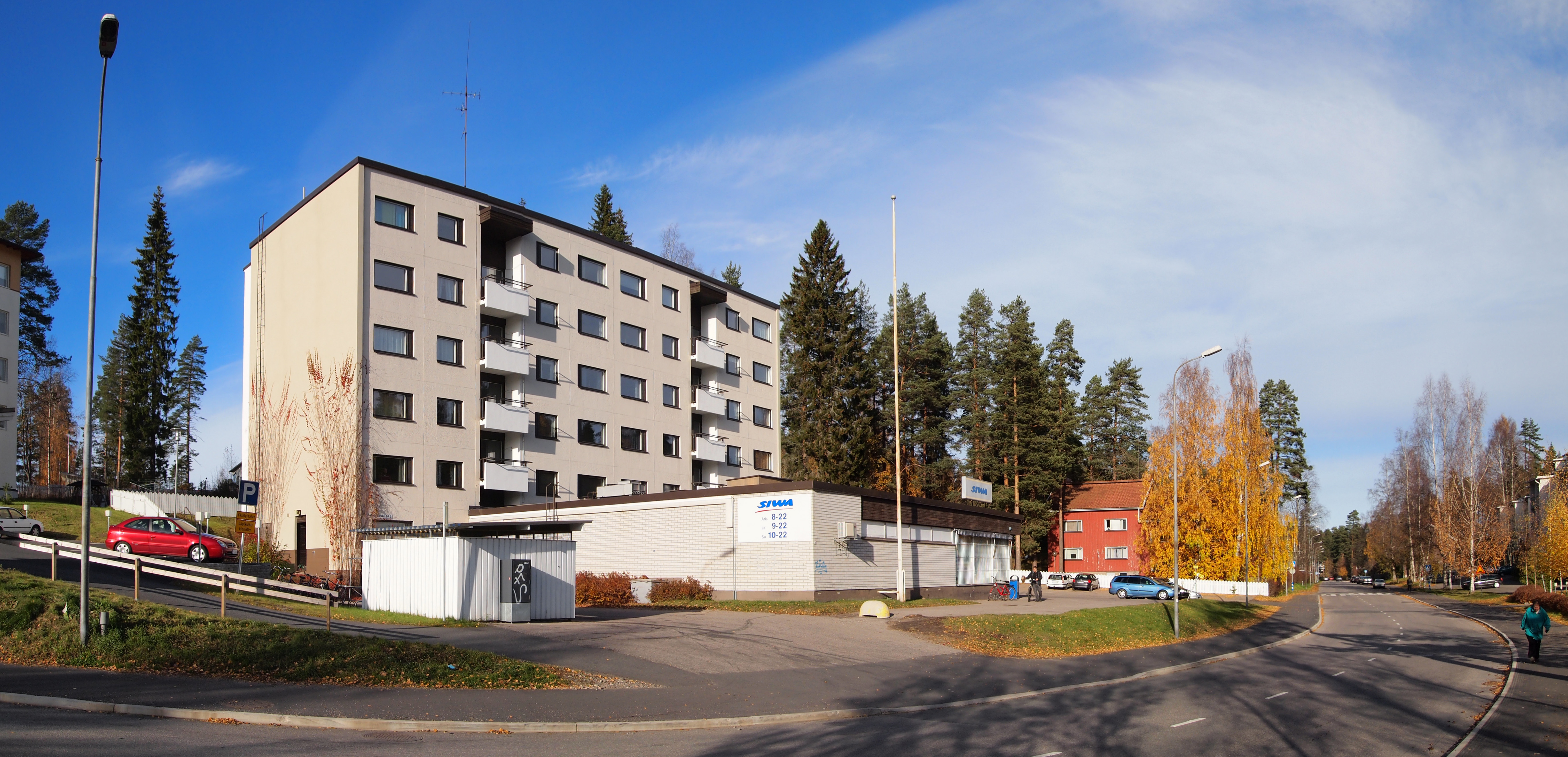
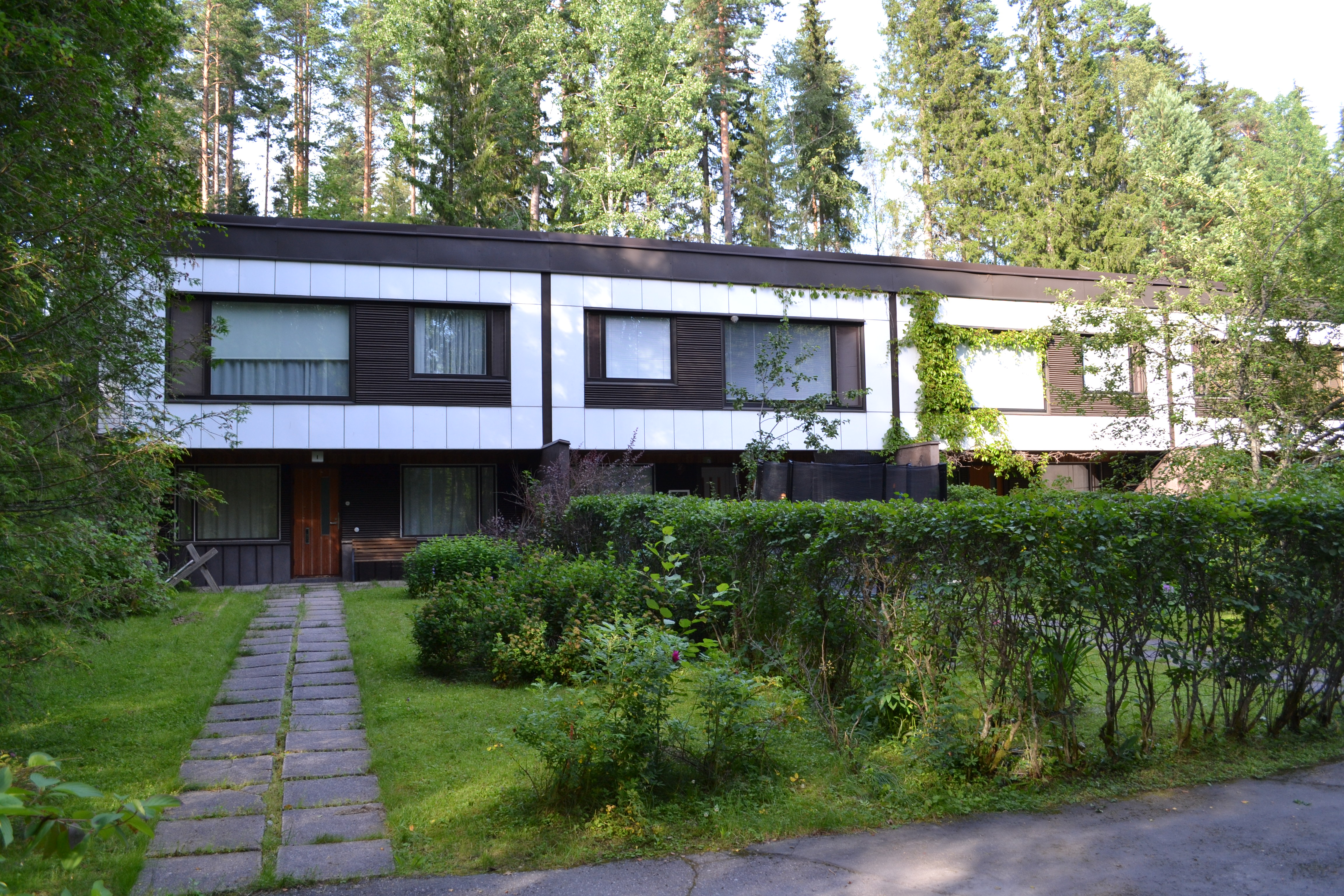
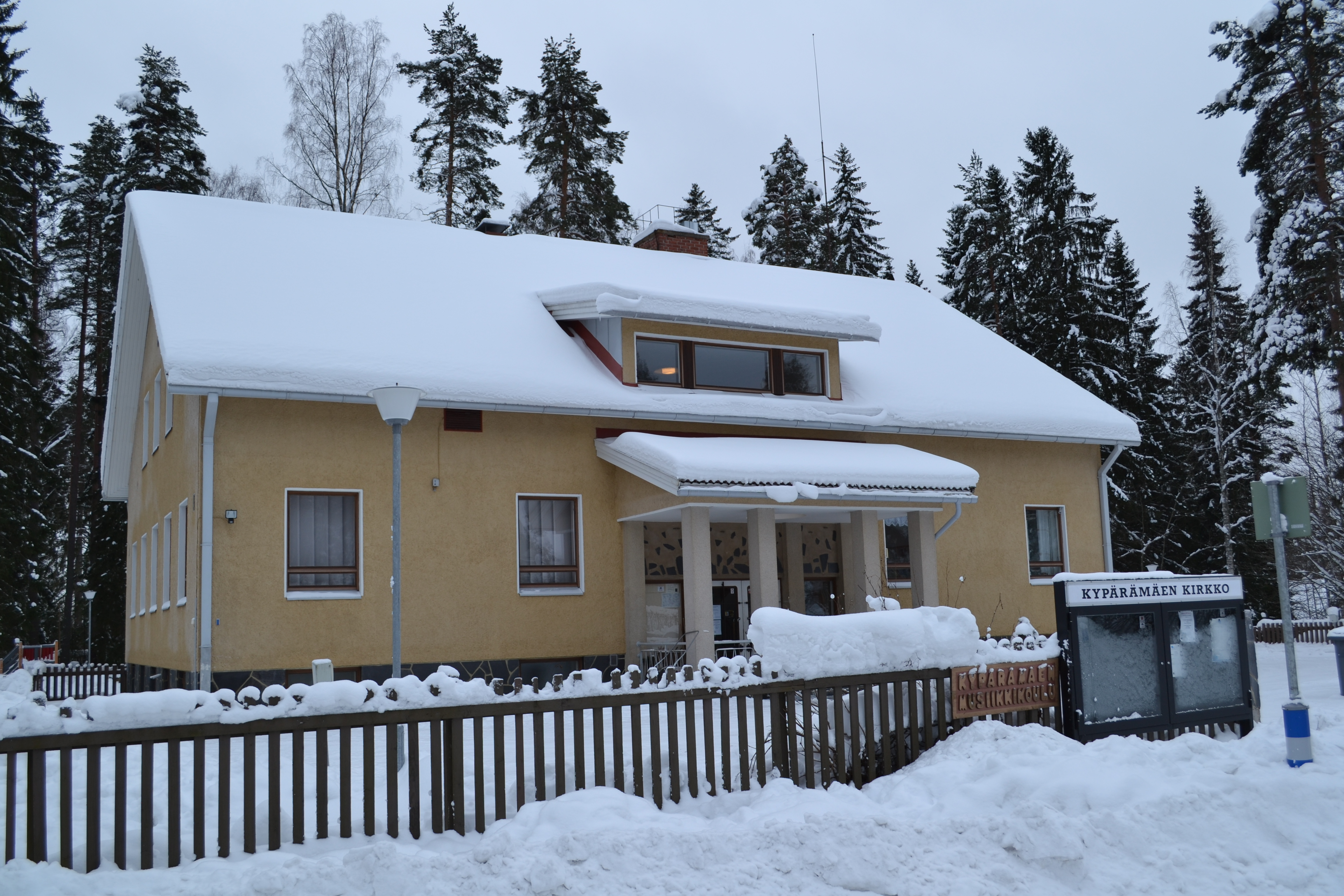